# Seestermühe
Seestermühe (niederdeutsch: Seestermüh) ist eine Gemeinde im Kreis Pinneberg in Schleswig-Holstein.

## Geografie und Verkehr
Die Gemeinde liegt direkt an der Elbe zwischen den Flüssen Krückau und Pinnau inmitten der Seestermüher Marsch, einer der vier Holsteinischen Elbmarschen. Ebenfalls zum Gemeindegebiet gehört die unbewohnte Elb-Insel Pagensand. Nächstgrößere Städte sind die jeweils ca. 10 Kilometer entfernt liegenden Städte Elmshorn und Uetersen.
Direkt angrenzende Gemeindegebiete von Seester sind:
| Drochtersen (Niedersachsen) | Neuendorf b. Elmshorn (Kreis Steinburg)     | Seester    |
| Elbe (Fluss)                | Kompassrose, die auf Nachbargemeinden zeigt |            |
| Stade (Niedersachsen)       | Haselau                                     | Neuendeich |

## Geschichte
Seestermühe wurde im Jahr 1141 erstmals urkundlich erwähnt und gehörte ursprünglich zum Bistum Bremen, das ab 1105 holländische Einwanderer ansiedelte, welche die Kultivierung des durch Überschwemmungen geprägten Landes vorantreiben sollten. Der Name der Gemeinde leitet sich von dem heutigen Fluss „Krückau“ ab, wobei sich dieser aus dem ehemaligen Flussnamen „Seester“ sowie der altdeutschen Bezeichnung „muthe“ für Mündung zusammensetzt, Seestermühe ist also der Ort an der Mündung der Seester.
Eine Kirche wurde im Jahre 1357 durch eine Sturmflut zerstört und nie wiederaufgebaut; im Namen der Kirche bestimmen die Haseldorfer Gutsherren das Geschehen im heutigen Gemeindegebiet und das Kirchspiel wurde dem Kirchspiel Seester zugeschlagen. Noch vor 1550 wurde das Gut Haseldorf geteilt, und Seestermühe wurde eigenständiger Gutsbezirk. Ein Herrenhaus entstand.
Nach dem Anlegen des Burggrabens an der heutigen Schulstraße wurde gegen 1700 mit dem Bau des Seestermüher Schlosses begonnen und die noch heute existierende Lindenallee angelegt. Ob es zu jener Zeit auch eine Gartenanlage im französischen Stil gegeben hat, lässt sich bis heute nicht eindeutig nachvollziehen. Das noch nicht fertiggestellte Schloss brannte 1713 bis auf die Grundmauern nieder. 1752 war das gräfliche Gut der Familie von Ahlefeldt hoch verschuldet und wurde an den Grafen von Kielmansegg verkauft – lediglich die Elb-Insel Pagensand wurde der dänischen Krone zugesprochen und später an Privat verkauft. Erst 1899 wurde die Seestermüher Gutsobrigkeit aufgehoben, zwei Jahre später die Insel Pagensand an die Stadt Hamburg verkauft und 1928 nach Seestermühe eingemeindet.

## Politik

### Gemeindevertretung
- SPD: 6
- WG: 2
- CDU: 3

Ergebnis der Kommunalwahl vom 14. Mai 2023
| Partei                              | Prozent | Sitze |
| ----------------------------------- | ------- | ----- |
| SPD                                 | 52,5 %  | 6     |
| CDU                                 | 29,4 %  | 3     |
| Wählergemeinschaft Seestermühe (WG) | 18,2 %  | 2     |

### Wappen
Blasonierung: „In Silber ein leicht aus der Schildmitte nach vorn versetztes Göpelschauer mit schwarzem Reetdach, roten Wänden und grünem Tor, begleitet oben rechts von einem schräglinken blauen Wellenbalken, links von einer auswärts gewendeten, natürlich tingierten Schachblume.“

## Tourismus

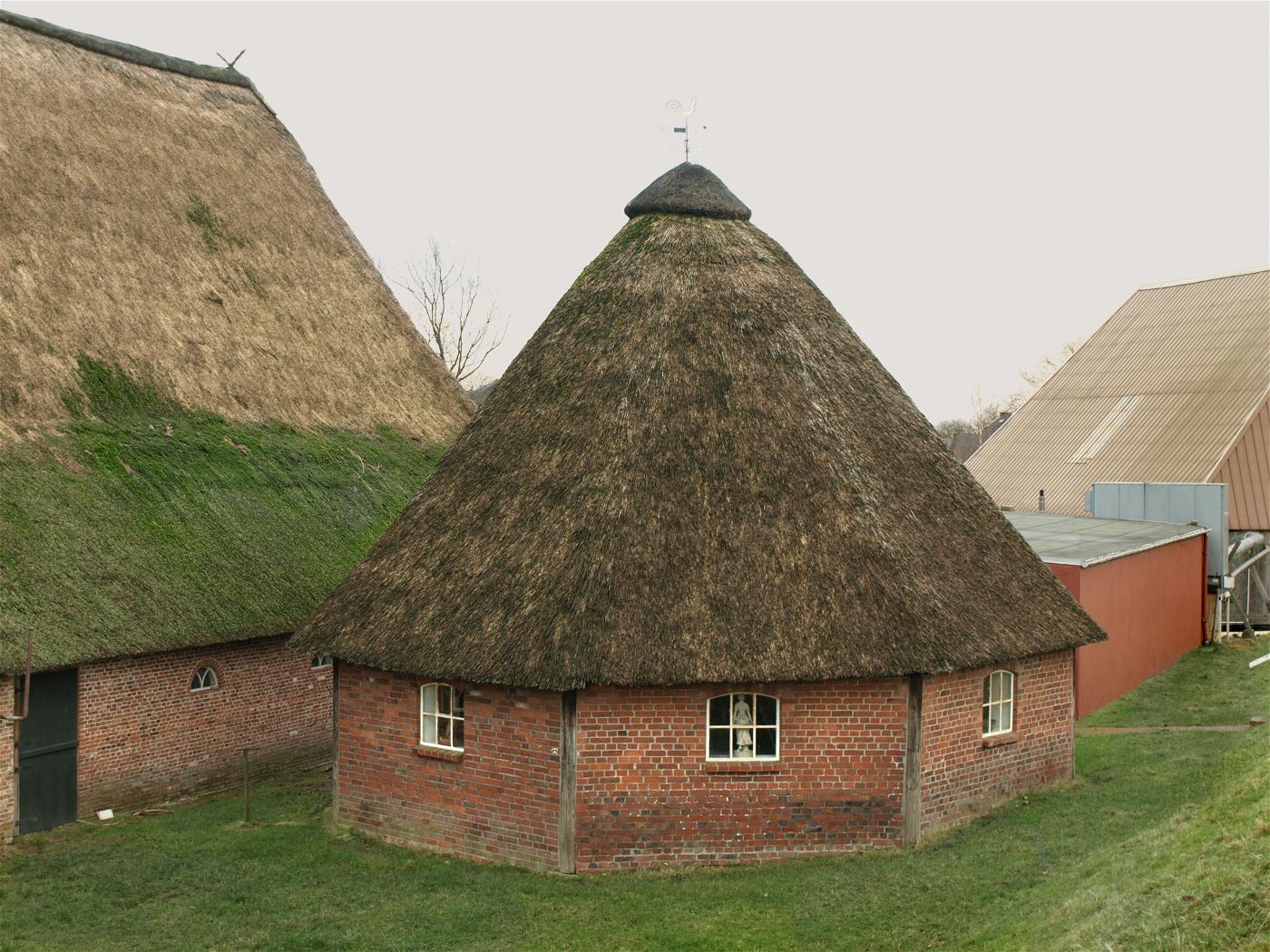
Dorfmuseum „Göpelschauer“

Wie die meisten Gemeinden in den Elbmarschen ist auch Seestermühe gerade in den Sommermonaten beliebtes Ausflugsziel für Tagestouristen und Radwanderer.
Gerade die Weite des Außendeichsgeländes zwischen den beiden Deichlinien entlang der Elbe bietet sich für Wanderer, Inlineskater und Radfahrer an.
Als Sehenswürdigkeiten der Gemeinde gelten eine rund 700 Meter doppelte Lindenallee zwischen dem Gutshof und dem Teehaus der Grafenfamilie von Kielmansegg, das Dorfmuseum „Göpelschauer“ mit seinen historischen Geräten und Werkzeugen aus den Bereichen Landwirtschaft, Fischerei und Handwerk, sowie das ehemalige Armenstift aus dem Jahre 1830 (beherbergt heute Kindergarten und Wohnungen).
Mit den Naturschutzgebieten „Eschschallen im Seestermüher Vorland“ und „Elbinsel Pagensand“ verfügt Seestermühe über einmalige Reservate für seltene Pflanzen und Tiere, dürfen aber zum Schutz dieser nicht betreten werden. Das Gemeindegebiet östlich des Elbdeiches ist Teil der beiden Landschaftsschutzgebiete  „LSG des Kreises Pinneberg“ und  „Pinneberger Elbmarschen“. Das Gemeindegebiet westlich des Elbdeiches mit der Elbe und den beiden Naturschutzgebieten bis an die Landesgrenze zu Niedersachsen, sowie die Flussläufe der Krückau und der Pinnau mit ihren Uferbereichen sind Teil des europäischen NATURA 2000-Schutzgebietes FFH-Gebiet Schleswig-Holsteinisches Elbästuar und angrenzende Flächen.

Gut Seestermühe
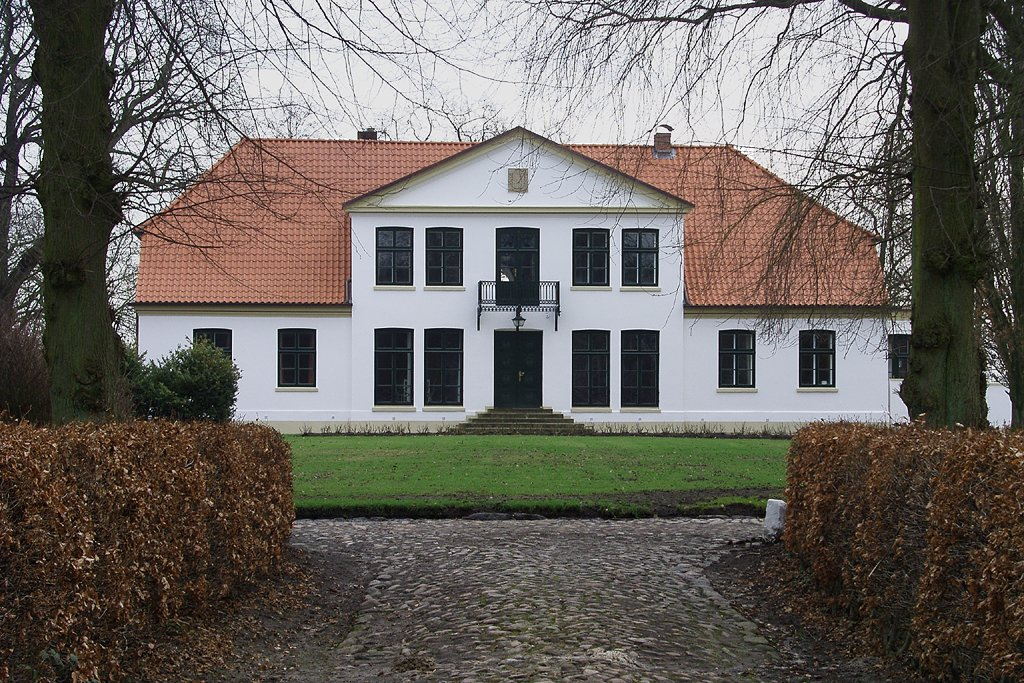
Gutshaus von Kielmansegg
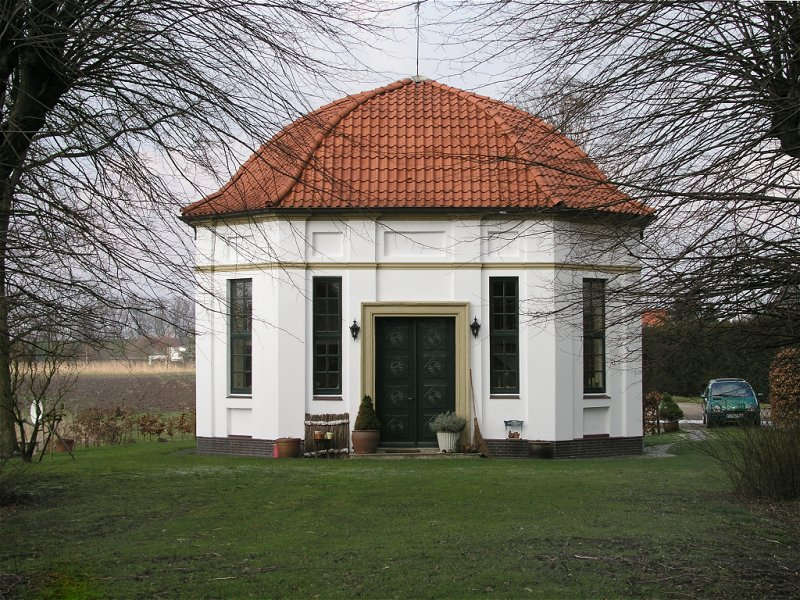
Teehaus des Gutshofs von Kielmansegg
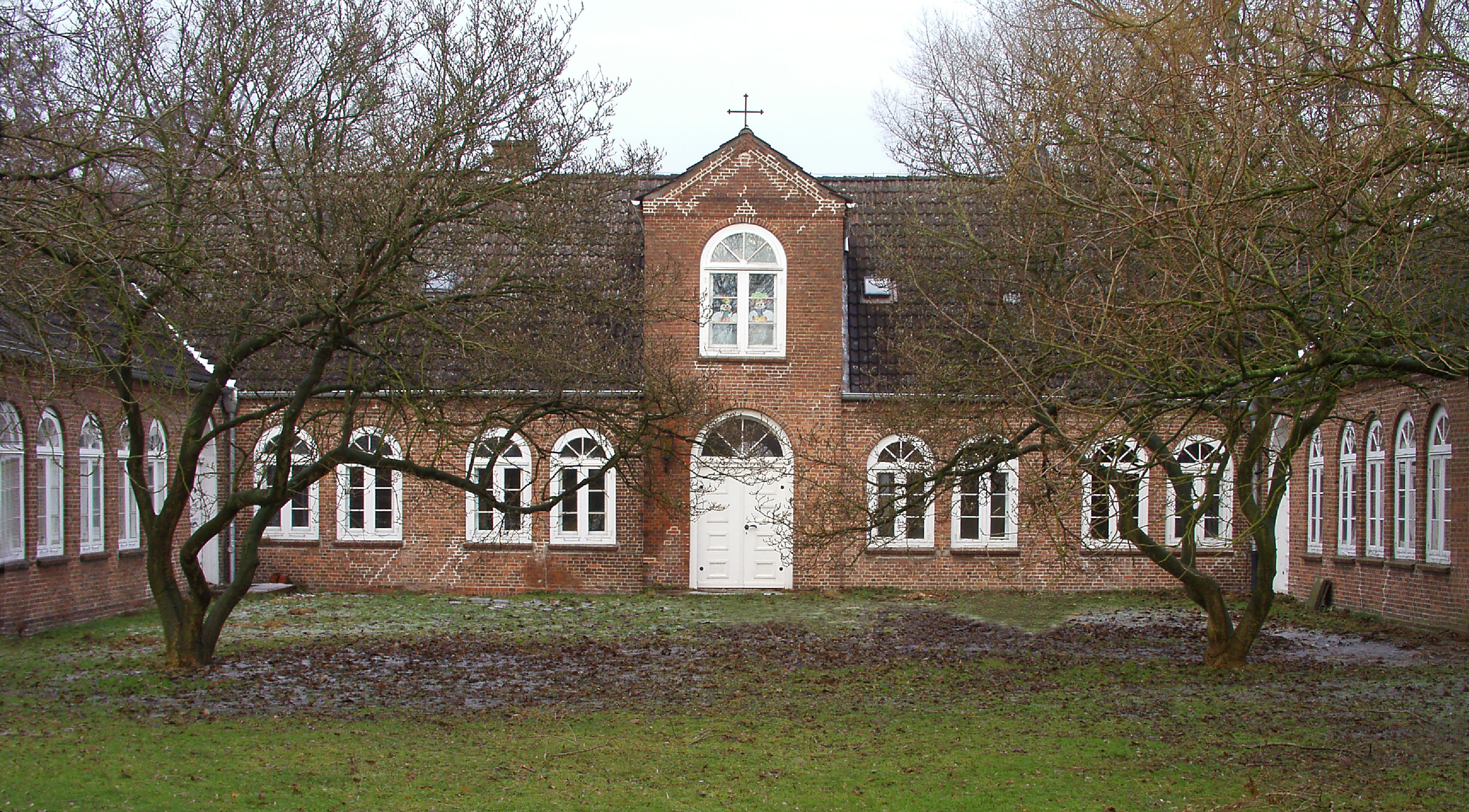
Ehemaliges Armenstift, heute Kindergarten, Gemeindebüro und Teil des Dorfgemeinschaftshauses

## Bildung
Die Kinder der Gemeinde besuchen den evangelischen Kindergarten „Unter dem Regenbogen“, welcher unter Trägerschaft der Kirchengemeinde Seester in den Räumen der ehemaligen Schule in der Schulstraße untergebracht ist.
Eine Grundschule gibt es seit 1974 in Seestermühe nicht mehr. Besucht wird die Grundschule in Seester, welche vom Schulverband Seestermüher Marsch betrieben wird.
Weiterführende Schulen aller Schulzweige finden sich in den benachbarten Städten Elmshorn und Uetersen.

## Persönlichkeiten
- Adolf von Kielmansegg (1796–1866), hannoverscher Diplomat, ab 1851 Herr auf Seestermühe
- Friedrich von Rönne (1798–1865), preußischer Diplomat, Jurist und Botschafter
- Hermann Hüllmann (1861–1937), deutscher Schiffbauingenieur
- Magreta Brandt (1915–1992), niederdeutsche Schriftstellerin
- Doris Kunstmann (* 1944), deutsche Schauspielerin, bezog 1983 ein Reetdachhaus in Seestermühe und lebte dort viele Jahre
- Tony Sheridan (1940–2013), bekannter Rock'n'Roll-Sänger und Komponist, sowie Freund von Ex-Beatle Paul McCartney, lebte in Seestermühe
- Jan Georg Schütte (* 1962), deutscher Schauspieler und Regisseur, lebt in Seestermühe

## Besonderheiten
Bekannt geworden ist Seestermühe auch durch eine bedeutende Apfelsorte, den Seestermüher Zitronenapfel.